# Santo Estêvão (Alenquer)
Santo Estêvão is een plaats (freguesia) in de Portugese gemeente Alenquer en telt 5 338 inwoners (2001).